# Pinxton

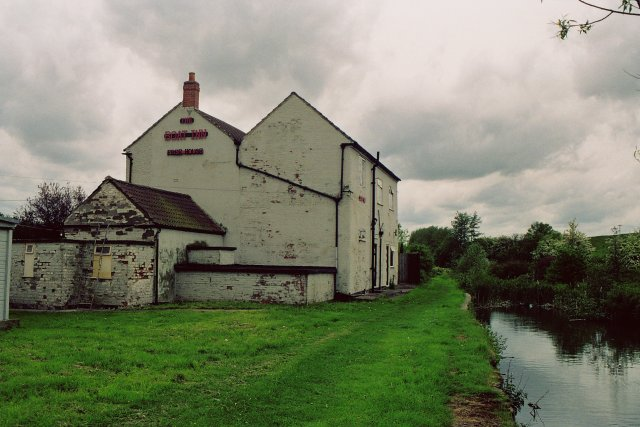
Pinxtonská loděnice

Pinxton je vesnice ležící na východní hranici anglického hrabství Derbyshire.
V anglosaských dobách tu byla malá zemědělská komunita, která je zřejmě zaznamenána v Knize posledního soudu jako Esnotrewic. Historikové se domnívají, že byla známá také jako Snodeswic. V dobách Normanů patřila, stejně jako mnoho dalších panství, Williamu Peverilovi, kterému se o ni staral Drogo Fitz Ponce. Byl to zřejmě on, kdo vesnici přejmenoval na Ponceston, z čehož později vznikl název Penekeston a následně Pinxton.
Oblast byla známá těžbou uhlí, jež tu začala v 18. století. Průmyslová revoluce tuto těžbu ještě podpořila. Také tu vznikly vápenky a porcelánka, jejíž některé výrobky jsou k vidění v Muzeu a umělecké galerii města Derby. Výdělky ze svých uhelných dolů v Pinxtonu využil farář D'Ewes Coke k založení místní školy a charity.
V současnosti se už v Pinxtonu uhlí netěží.